# Ascrea
Ascrea – miejscowość i gmina we Włoszech, w regionie Lacjum, w prowincji Rieti.
Według danych na rok 2004 gminę zamieszkiwały 284 osoby, 20,3 os./km².